# Transdev
Transdev är ett multinationellt transportföretag med säte i Paris. Huvudverksamheten är kollektivtrafik i olika former. Företaget bildades med namnet Veolia Transdev den 3 mars 2011 genom sammanslagning av Veolia Transport och Transdev. Det ägs idag (2019) till 66 procent av Caisse des dépôts et consignations, franska statens investeringsinstitut, och 34 procent av Rethmann-Gruppe, ett tyskt företag.  Transdev hade 2018 verksamhet i 20 länder i 5 världsdelar. Omsättningen 2017 uppgick till 6,64 miljarder euro och antalet anställda var cirka 82 000, Sverige representerar 6 procent av bolagets verksamhet.

## Historik om verksamheten i Sverige
Verksamheten i Sverige startade när det franska företaget CGEA köpte AB Linjebuss från Johnson-koncernen 1998. CGEA:s transportverksamhet i Europa slogs 1999 samman i CGEA Transport AB och samma år köptes 60% av SL Tunnelbanan AB från AB Storstockholms Lokaltrafik (SL). Resterande 40 % köptes 2002. Bolaget bytte år 2000 namn till Connex Transport AB och efter en omorganisation 2005 till Connex Northern Europe AB. Connex ägdes av Veolia Environnement som 2005 bestämde att Veolia skulle ingå i alla företagsnamn. 
Det trafikutövande bolaget i Sverige, Veolia Transport Sverige AB, var en sammanslagning av i huvudsak av två ursprungligen svenska företag AB Linjebuss och SL Tunnelbanan AB och hade kontrakten för driften av Stockholms tunnelbana,  Saltsjöbanan, Lidingöbanan, Nockebybanan och Tvärbanan (Gullmarsplan-Alvik). 
Den 17 februari 2006 blev företaget Veolia Transport Northern Europe AB. Vid en pressträff den 6 december 2011 angående Veolia Environnement framtida strategi, meddelade företaget att det planerade att sälja sin del i Veolia Transdev inom några år. Som en följd av detta bytte företaget i mars 2013 namn från Veolia Transdev till Transdev. Idag heter det svenska bolaget Transdev Sverige AB.

## Transdev Sverige AB
2018 arbetar ca 4 500 personer för bolaget i Sverige. Verksamheten består av upphandlad buss, tåg, båt och spårvagn samt kommersiell buss- och tågtrafik.

### Upphandlad trafik

#### Buss
Transdev kör på uppdrag av regionala trafikhuvudmän buss- och spårvagnstrafik i ett knappt tjugotal svenska orter.
- Umeå (stadstrafik)
- Umeå–Haparanda (E4-trafiken)
- Eskilstuna (stadstrafik)
- Norrköping (spårvagnar och bussar i stadstrafik, samt bussar i region- och expresstrafik)
- Borås (regiontrafik)
- Göteborg (ca 50 % av stadstrafiken)
- Kristianstad (stad- och regiontrafik)
- Skåneexpressen 1 och 2 (Kristianstad–Malmö, Hörby–Lund)
- Eslöv (stads- och regiontrafik)
- Malmö–Lund (regiontrafik)
- Simrishamn (regiontrafik)
- Ystad (stads- och regiontrafik)
- Stockholm (stads- och regiontrafik i Sigtuna, Upplands Väsby, Norrtälje, Täby, Danderyd, Vaxholm, Österåker och Vallentuna)
- Gävleborg (regiontrafiken i Gästrikland) samt stadstrafiken i Söderhamn och Bollnäs

#### Tåg
Transdev kör på uppdrag av regionala trafikhuvudmän. Sedan april 2022 kör man Roslagsbanan. Transdev körde till och med december 2020 tågen för Öresundståg på svensk sida om Öresund. Från och med 11 december 2022 kör man åter Öresundståg, denna gång på båda sidor av Öresund då ansvaret för trafiken på dansk sida övergått till Skånetrafiken. I december 2025 tar VR Sverige över som operatör för Öresundståg.
Från och med 16 juni 2024 kör Transdev all trafik åt Mälardalstrafik under varumärket Mälartåg.
Från och med 1 juni 2025 tar Transdev över Östgötapendeln.

#### Båt
Genom dotterbolaget Styrsöbolaget (formellt AB Göteborg-Styrsö Skärgårdstrafik) drivs upphandlad trafik i Göteborgs södra skärgård och tre linjer med lokal passagerartrafik på Göta älv i Göteborg (Älvsnabben).
Blidösundsbolaget ingår sedan 2 januari 2018 i Transdev. Genom detta dotterbolag bedrivs både upphandlad trafik i stora delar av Stockholms skärgård genom ett nioårigt avtal med Waxholmsbolaget/Region Stockholm och kommersiell skärgårdstrafik. 
Utö Rederi ingick sedan den 1 juni 2019 i Transdev och uppgick 2020 i systerbolaget Blidösundsbolaget. Genom detta dotterbolag bedrevs både upphandlad trafik främst i Stockholm södra skärgård genom ett avtal med Waxholmsbolaget/Region Stockholm och kommersiell skärgårdstrafik.

### Kommersiell trafik
Transdev bedriver kommersiell tågtrafik i dotterbolaget Snälltåget. Snälltåget bedriver tågtrafik på bland annat linjen Stockholm–Malmö. Den kommersiella busstrafiken såldes 2022 till Västanhede Holding AB.
Transdev köpte 2018 Blidösundsbolaget som bedriver såväl kommersiell trafik som uppdragstrafik åt Region Stockholm.